# 18e étape du Tour d'Italie 1999
Pour un article plus général, voir Tour d'Italie 1999.
La 18e étape du Tour d'Italie 1999 s'est déroulée le 2 juin dans la région de la Vénétie. Le parcours de 45 kilomètres était disputé contre-la-montre autour de Trévise, dans la province du même nom. Elle a été remportée par l'Ukrainien Serhiy Honchar de la formation italienne Vini Caldirola.

## Récit
Marco Pantani, vêtu du maillot rose, ne prend que la 7e place de ce contre-la-montre mais conserve toutefois son bien. En raison de l'excellente performance de Paolo Savoldelli qui prend la deuxième place de l'étape, les écarts sont sensiblement réduits en tête du classement général. Cependant on ne voit pas ce qui pourra priver le Pirate de la victoire finale avec trois difficiles étapes de montagne à venir.

## Classement de l'étape
| \| 1. \| Serhiy Honchar \| \| Vini Caldirola \| en \| \| \| 2. \| Paolo Savoldelli \| \| Saeco \| + \| 17 s \| \| 3. \| Laurent Jalabert \| \| ONCE \| \| 41 s \| |                  |  |                |    |      |
| 1. | Serhiy Honchar   |  | Vini Caldirola | en |      |
| 2. | Paolo Savoldelli |  | Saeco          | +  | 17 s |
| 3. | Laurent Jalabert |  | ONCE           |    | 41 s |

## Classement général
| \| 1. \| Marco Pantani \| \| Mercatone Uno \| en \| \| \| 2. \| Paolo Savoldelli \| \| Saeco \| + \| 44 s \| \| 3. \| Laurent Jalabert \| \| ONCE \| \| 1 min 09 s \| |                  |  |               |    |            |
| 1. | Marco Pantani    |  | Mercatone Uno | en |            |
| 2. | Paolo Savoldelli |  | Saeco         | +  | 44 s       |
| 3. | Laurent Jalabert |  | ONCE          |    | 1 min 09 s |